# Pasta Jolly
La Sgambaro, inizialmente chiamata Jolly, è un'azienda alimentare italiana specializzata nella produzione di pasta di semola di grano duro, fondata a Cittadella nel 1947 da Tullio Sgambaro con sede a Castello di Godego, in provincia di Treviso.

## Storia[2]
Dopo aver iniziato l'attività di mugnaio a Cittadella nel 1937, Tullio Sgambaro insieme alla moglie ha fondato il primo pastificio nel 1947 nella stessa cittadina padovana; dagli anni sessanta, sotto la conduzione dei figli Dino ed Enzo, ebbe un grande sviluppo con l'acquisizione di altre aziende similari della zona e con lo spostamento della sede nel trevigiano. Alla fine del XX secolo, continuando la storia della conduzione familiare, la gestione è passata alla terza generazione degli Sgambaro.
Nel 2003 la Jolly Sgambaro ha ottenuto il certificato di prodotto Grano Duro Italiano.
I siti produttivi sono dislocati in Puglia a Cerignola per quanto riguarda i molini e nel Veneto presso la sede per quanto riguarda i pastifici.